# Primo Motor Company
Primo Motor Company war ein US-amerikanischer Hersteller von Automobilen.

## Unternehmensgeschichte
E. Van Winkle von der Van Winkle Gin and Machine Company gründete 1910 das Unternehmen. Der Sitz war in Atlanta in Georgia. Er begann mit der Produktion von Automobilen. Der Markenname lautete Primo. Mitte 1911 konnte eine erste Insolvenz noch verhindert werden. Trotzdem kam es Anfang 1912 zum Bankrott.

## Fahrzeuge
Das Model LR hatte einen Vierzylindermotor mit 95,25 mm Bohrung, 114,3 mm Hub, 3258 cm³ Hubraum und 22,5 PS Leistung. Das Fahrgestell hatte 254 cm Radstand. Der Aufbau war ein Roadster mit zwei Sitzen.
Die anderen Modelle hatten Motoren mit 101,6 mm Bohrung. Daraus ergaben sich 3707 cm³ Hubraum und 25 PS Leistung. Der Radstand betrug 279 cm. Model FP war ein Tourenwagen mit fünf Sitzen, Model R ein Roadster mit drei Sitzen und Model TT ein Toy Tonneau mit vier Sitzen.

## Modellübersicht
| Jahr      | Modell   | Zylinder | Leistung (PS) | Radstand (cm) | Aufbau               |
| --------- | -------- | -------- | ------------- | ------------- | -------------------- |
| 1910–1912 | Model LR | 4        | 22,5          | 254           | Roadster 2-sitzig    |
| 1910–1912 | Model FP | 4        | 25            | 279           | Tourenwagen 5-sitzig |
| 1910–1912 | Model R  | 4        | 25            | 279           | Roadster 3-sitzig    |
| 1910–1912 | Model TT | 4        | 25            | 279           | Toy Tonneau 4-sitzig |